# (163640) Newberg
(163640) Newberg est un astéroïde de la ceinture principale.

## Description
(163640) Newberg est un astéroïde de la ceinture principale. Il fut découvert le 29 octobre 2002 à l'observatoire d'Apache Point par le programme Sloan Digital Sky Survey. Il présente une orbite caractérisée par un demi-grand axe de 3,18 UA, une excentricité de 0,15 et une inclinaison de 8,3° par rapport à l'écliptique.

## Compléments